# Wavestone
 (février 2016).
Wavestone est un cabinet de conseil français en management et transformation des entreprises et des organisations. Il est coté à la bourse de Paris.

## Historique

### 1990-2015: Solucom

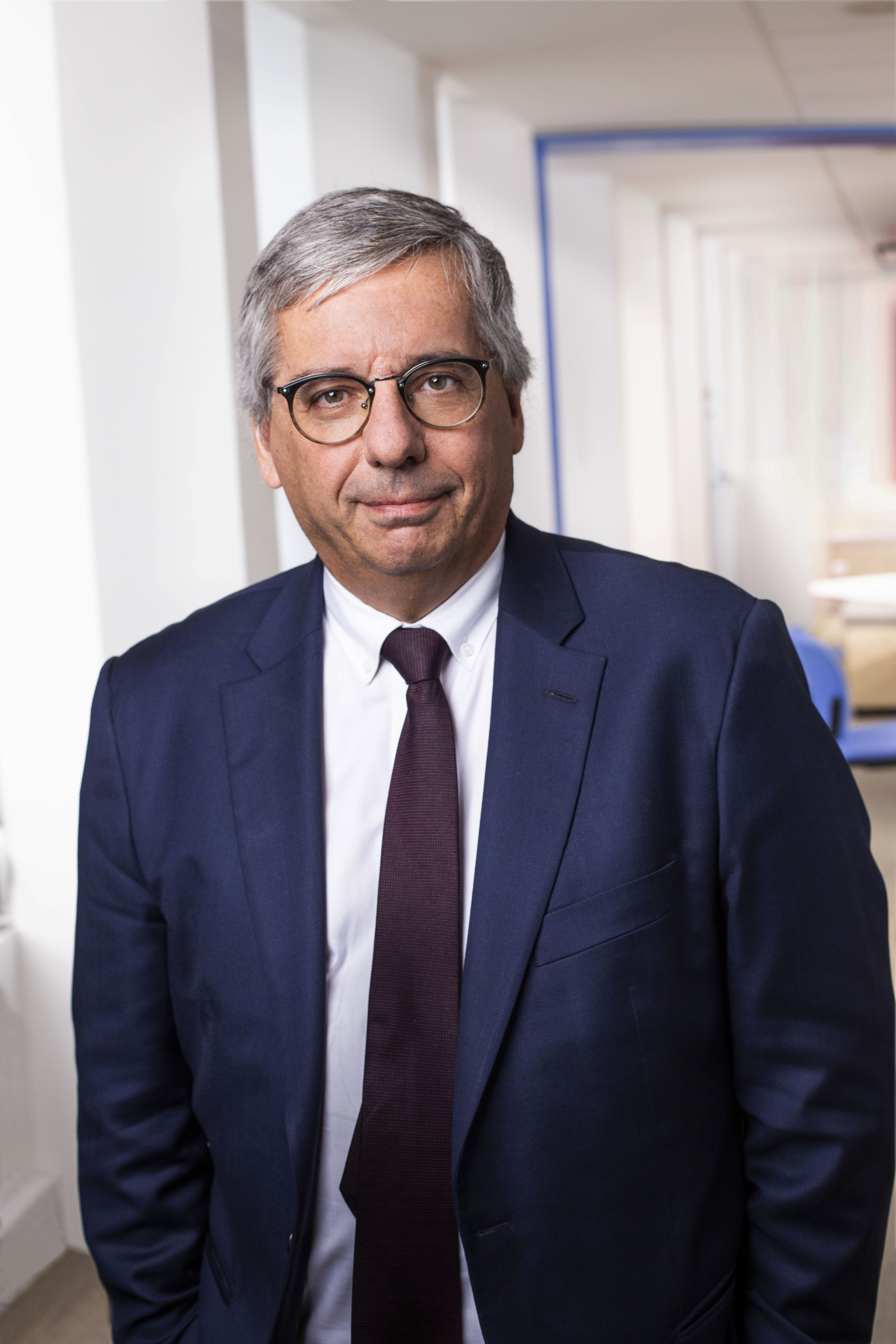
Pascal Imbert.

- 1990 : création de Solucom[3]. Les fondateurs sont Michel Dancoisne, alors directeur de l'ingénierie réseaux à la société Télésystèmes (une filiale de France Télécom) et Pascal Imbert, alors directeur d'une filiale de Télésystèmes spécialisée dans le petit matériel pour réseaux[4].
- 2000 : introduction sur le marché libre.
- 2001 : introduction sur le nouveau marché.
- 6 décembre 2004 : le groupe s'installe à la tour Franklin à La Défense.
- 2012 : implantation au Maroc.

Au fil des années, la société Solucom se développe par une croissance externe d'acquisition d'autres entreprises.

### 2015: naissance du groupe Wavestone
En novembre 2015, rapprochement avec les activités de Kurt Salmon Europe à la holding propriétaire, Management Consulting Group. Le rachat se fait en liquidités avec recours à l'endettement pour un prix de 0,8 fois le chiffre d'affaires. Seules les activités de Kurt Salmon France, Suisse, Belgique, Luxembourg, Maroc ainsi que des activités de conseil aux services financiers et de conseil aux DSI aux États-Unis sont concernées. Ce rachat est finalisé en janvier 2016. Une grande partie des employés issus de Kurt Salmon ont quitté l'entreprise dans les deux années qui ont suivi le rachat, entraînant un taux de turn-over dépassant les 30 % sur le périmètre concerné.
Le 8 juillet 2016, le nouveau nom de marque du groupe est dévoilé : Wavestone.

## Activités
Les domaines d'activité de l'entreprise Wavestone sont organisés en dix-huit branches sectorielles, fonctionnelles ou technologiques[Lesquelles ?].

## Données boursières
Wavestone est coté sur Euronext Paris - Compartiment B.

## Identité visuelle

Logo de Wavestone